# 马克思主义工人联盟
马克思主义工人联盟（芬兰语：Marxilainen työväenliitto）是芬兰的一个托洛茨基主义政党。该党成立于2000年。该党的意识形态是共产主义、马克思主义、托洛茨基主义。该党曾先后隶属于工人国际委员会和争取第四国际重建协调委员会。